# Győrszemere
Győrszemere je obec v Maďarsku v župě Győr-Moson-Sopron, spadající pod okres Tét. Nachází se asi 3 km severovýchodně od Tétu, 7 km jihozápadně od Győru a 15 km západně od Pannonhalmy. V roce 2015 zde žilo 3279 obyvatel, z nichž je 86,3 % maďarské národnosti.
Pod město kromě hlavní části Győrszemere spadají i malé části Erdösor, Feketemajor, Józsefháza, Kisszentpál, Margitmajor, Nagyszentpál, Sárdos, Szőlőhegy a Tóhátság.
Győrszemerem prochází silnice 83 a 8308. Je přímo silničně spojeno s městy Győr a Tét a se sídly Felpéc, Kajárpéc, Koroncó a Tényő. U Győrszemere se taktéž potoky Felpéci a Gyömörei vlévají do potoka Sokorói-Batony, který se vlévá do řeky Marcal v blízkosti jejího ústí do řeky Ráby.
V obci se nacházejí tři kostely, z nichž je jeden evangelický, jeden katolický a jeden reformovaný. Je zde též škola a tři malé obchody.